# Camden (Tennessee)
Camden es una ciudad ubicada en el condado de Benton en el estado estadounidense de Tennessee. En el Censo de 2010 tenía una población de 3582 habitantes y una densidad poblacional de 244 personas por km².

## Geografía
Camden se encuentra ubicada en las coordenadas 36°3′59″N 88°6′16″O / 36.06639, -88.10444. Según la Oficina del Censo de los Estados Unidos, Camden tiene una superficie total de 14.68 km², de la cual 14.68 km² corresponden a tierra firme y (0%) 0 km² es agua.

## Demografía
Según el censo de 2010, había 3582 personas residiendo en Camden. La densidad de población era de 244 hab./km². De los 3582 habitantes, Camden estaba compuesto por el 0.09% blancos, el 4.13% eran afroamericanos, el 0.45% eran amerindios, el 0.34% eran asiáticos, el 0% eran isleños del Pacífico, el 0.73% eran de otras razas y el 1.7% pertenecían a dos o más razas. Del total de la población el 3.21% eran hispanos o latinos de cualquier raza.